# Vera Cíntia Álvarez
 Vera Cíntia Álvarez  (Porto Alegre, Rio Grande do Sul, 15 de fevereiro de 1955) é uma diplomata brasileira. Serviu como embaixadora do Brasil junto à República da Guatemala entre 2018 e 2023. Atualmente exerce a função de Cônsul-Geral do Brasil em Madri, Reino da Espanha

## Biografia

### Vida pessoal
Nasceu na cidade de Porto Alegre, no Rio Grande do Sul, filha de Fernando Rodríguez Álvarez e de Ingeborg Kaebisch Álvarez.

### Formação Acadêmica
De 1975 a 1980, cursou Filosofia na Universidade de São Paulo. 

### Carreira Diplomática
Ingressou na carreira diplomática em 1983, no cargo de Terceira Secretária, após ter concluído o Curso de Preparação à Carreira de Diplomata do Instituto Rio Branco.
Foi inicialmente lotada na Divisão de Difusão Cultural (DDC) do Departamento Cultural do Itamaraty. Em 1987, passou a trabalhar na Divisão das Nações Unidas (DNU). No mesmo ano, foi promovida a segunda-secretária. 
Em 1989, foi removida para a Embaixada do Brasil em Pequim, onde chefiou os setores consular e político. Em 1982, mudou-se para Roma, a fim de ocupar o cargo de cônsul adjunta no Consulado-Geral do Brasil. No ano de 1995, passou a responder pelos setores consular e político da Embaixada do Brasil em Dublin. Em 1997, foi promovida a primeira-secretária. 
Ao regressar a Brasília, em 1998, assumiu a função de assessora do diretor do Departamento Cultural do Itamaraty. Em 1999, foi designada secretária-executiva da Comissão Nacional do V Centenário do Brasil.
De 2000 a 2004, chefiou Divisão de Acordos Multilaterais Culturais. Em seguida, foi removida para a Embaixada do Brasil em Tóquio, como chefe do setor Político e setor de Imprensa. No ano de 2002, deu-se sua promoção ao cargo de conselheira. 
Em 2006, defendeu tese no Curso de Altos Estudos do Instituto Rio Branco, intitulada “Diversidade cultural e livre-comércio: antagonismo ou oportunidade?”, um dos requisitos necessários para a ascensão funcional na carreira diplomática. Foi aprovada com louvor. No mesmo ano, foi promovida a ministra de segunda-classe. 
Em seu retornou ao Brasil, em 2007, assume a chefia da Coordenação-Geral de Intercâmbio e Cooperação Esportiva do MRE, cargo que ocupou até 2018. Sua promoção a ministra de primeira classe, mais elevado cargo da carreira diplomática brasileira, ocorreu em 2014.
Em 2018, foi designada embaixadora do Brasil junto à República da Guatemala, cargo que ocupou até 2023, quando Henrique da Silveira Sardinha Pinto passou a exerce-lo.
Em 2022 foi indicada para exercer a função de Cônsul-Geral do Brasil em Madri, Reino da Espanha.

## Condecorações[1]
- Medalha do Mérito Desportivo Militar, Brasil (2013)
- Medalha da Vitória, Brasil, Ministério da Defesa (2014)
- Ordem de Rio Branco, Brasil, Grã-Cruz (2018)